# Cozido É Pra Se Comer Brigando
Cozido é Pra se Comer Brigando é o primeiro episódio da décima terceira temporada da série de televisão brasileira de comédia de situação A Grande Família, exibido originalmente pela Globo na noite de 4 de abril de 2013. No episódio, Lineu e Nenê fazem um testamento, repassando todos os seus bens a Bebel e Tuco.

## Produção
"Cozido é Pra se Comer Brigando" foi escrito por Bíbi Da Pieve, Maurício Rizzo, Max Mallmann, Bernardo Guilherme, Marcelo Gonçalves, Mauro Wilson e Guel Arraes; e dirigido por Olívia Guimarães, tendo direção geral de Luiz Felipe Sá e direção de núcleo de Guel Arraes.
O episódio apresentou a nova música-tema da série, interpretada por Ivete Sangalo.

## Enredo
Lineu (Marco Nanini) e Nenê (Marieta Severo) passam seus bens, ainda em vida, para os filhos. Apreensiva, Nenê aceita a atitude do marido, mas teme pelo futuro da sua casa, que agora pertence a Bebel (Guta Stresser) e Tuco (Lúcio Mauro Filho).
Depois de cumprir a pena, Agostinho (Pedro Cardoso) sai da prisão e se surpreende ao ver a Carrara Táxi reformulada, graças à esposa, que se tornou uma verdadeira mulher de negócios.                                  
Empolgado com a carreira de ator, Tuco resolve vender a sua parte da casa para a irmã, e, assim, investir o dinheiro na produção da própria peça. E é assim que Bebel e Agostinho decidem se mudar com Florianinho (interpretado por Vinícius Moreno) para a casa de Lineu e Nenê. Todos voltam a morar sob o mesmo teto, dividindo os mesmos cômodos, mas sem compartilhar os mesmos hábitos. O novo desafio da família é conviver em paz como nos velhos tempos.

## Recepção

### Audiência e exibição
"Cozido é Pra se Comer Brigando" foi exibido numa quinta-feira, 4 de abril de 2013, no horário das dez horas e trinta minutos, logo após a novela Salve Jorge. O episódio registrou 25 pontos de audiência, segundo ao instituto de mediação IBOPE.
| Exibição Internacional | Exibição Internacional         | Exibição Internacional | Exibição Internacional           |
| Canal                  | País/Região                    | Estreia                | Horário                          |
| ---------------------- | ------------------------------ | ---------------------- | -------------------------------- |
| TV Globo Internacional | África                         | 17 de abril de 2013    | 22h25min. (horário de Luanda)    |
| TV Globo Internacional | América                        | 8 de abril de 2013     | 22h15min. (horário de Nova York) |
| TV Globo Internacional | Ásia                           | 9 de abril de 2013     | 22h10min. (horário de Tóquio)    |
| TV Globo Internacional | União Europeia · Oriente Médio | 17 de abril de 2013    | 21h55min. (horário de Paris)     |
| TV Globo Internacional | Portugal                       | 17 de abril de 2013    | 20h55min. (horário de Lisboa)    |

### Crítica
O episódio foi bem recebido pela crítica especializada. Wallace Carvalho, do MSN.com, disse que "A essência continua a mesma. E estava lá a velha e boa confusão de sempre. A grande graça do programa é quando a história se desenrola ali na sala de estar, sem interferências externas". Ainda comentou que "De novo mesmo, só a versão de Ivete Sangalo para a música tema do projeto, que ajudou ainda mais a causar um ar melancólico à série".
O colunista Tony Goes, da Folha de S. Paulo, destacou que o episódio é "um dos melhores de todos os tempos" e que foi "muito melhor que a estreia da temporada de 2012".